# Stjørdals prosteri

Prosterier i Nidaros stift. Det orangea området på kartan är Stjørdals prosteri.

Stjørdals prosteri (norska: Stjørdal prosti) är ett kontrakt (prosteri, norska: prosti) i Nidaros stift inom Norska kyrkan. Kontraktet omfattar kommunerna Malvik, Meråker, Selbu, Stjørdal och Tydal i Trøndelag fylke i mellersta Norge.

## Socknar
Stjørdals prosteri består av nio socknar (norska: sokn eller sogn) inom fem kyrkliga samfälligheter (norska: kirkelige fellesråd), motsvarande kommunerna:

### Malviks kyrkliga samfällighet
- Hommelviks socken
- Malviks socken

### Meråkers kyrkliga samfällighet
- Meråkers socken

### Selbu kyrkliga samfällighet
- Selbu socken

### Stjørdals kyrkliga samfällighet
- Hegra socken
- Lånke socken
- Skatvals socken
- Stjørdals socken

### Tydals kyrkliga samfällighet
- Tydals socken